# Benjamin (Vorname)
Benjamin ist ein männlicher Vorname.

## Herkunft und Bedeutung
Der Name Benjamin geht auf den hebräischen Namen בִּנְיָמִין binjāmîn zurück, der sich aus den Elementen בֵּן bēn „Sohn“ und יָמִין jāmîn „rechte Seite“, „Süden“ zusammensetzt. Beim Stammesnamen Benjamin verweist das Element יָמִין jāmîn zunächst auf die Himmelsrichtung, beim Personennamen Benjamin bezieht es sich auf die rechte, ehrenvolle Seite des Namensgebers. Es handelt sich beim Stammesnamen also um eine Fremdbezeichnung, die wörtlich „Sohn des Südens“ bedeutet. Der Personenname ist als Ehrenname mit der Bedeutung „Sohn der rechten Seite“ i. S. v. „geliebter Sohn“ zu verstehen. Übersetzungen wie „Sohn des Glücks“ oder „Glückskind“ gelten in der Forschung als nicht angemessen.
Der Name geht auf den alttestamentlichen Namen Benjamin zurück, dem wohl die pluralistische Form בְּנֵי יָמִין bənê jāmîn „Söhne des Südens“, „die Südleute“ zugrunde liegt. Ein sprachlicher Vorläufer des Namens wird erstmals in Briefen unter dem König Sin-Kašid von Uruk (1801–1771 v. Chr.) erwähnt, der sich „König von Amnanum“ nannte und zum amurritischen Stammesverband der „Binu-Jamina“ (Einzelname „Binjamin“; akkadisch „Mar-Jamin“) gehörte.

## Verbreitung
Der Name Benjamin erfreut sich international großer Beliebtheit.

### Englischsprachige Länder
Im englischen Sprachraum kam Benjamin nach der Reformation in allgemeinen Gebrauch. In Großbritannien ist er auch heute beliebt. Obwohl seine Popularität gegenüber den 1990er Jahren sank – lediglich in Schottland wird der Name heute etwas häufiger vergeben–, zählt er immer noch zu den meistvergebenen Jungennamen des Vereinigten Königreiches. In Irland hat der Name sich in der hinteren Hälfte der Top-100 der Vornamenscharts etabliert. Im Jahr 2021 belegte der Name Rang 66. Auch in den USA hat sich der Name unter den beliebtesten Vornamen etabliert. Bereits im ausgehenden 19. Jahrhundert zählte Benjamin dort zu den meistgewählten Jungennamen. Zwar sank seine Popularität zur Mitte des 20. Jahrhunderts hin, jedoch erreichte der Name nie eine schlechtere Platzierung als Rang 155 der Vornamenscharts. Insbesondere in den späten 1960er und 1970er Jahren stieg die Beliebtheit des Namens an. Im Jahr 2021 stand Benjamin auf Rang 7 der Hitliste. In Kanada zählt der Name seit 1972 zu den 100 meistvergebenen Jungennamen. Fünf Jahre nach Eintritt in die Hitliste stand der Name bereits auf Rang 38. Nachdem Benjamin im Jahr 2016 an der Spitze der Vornamenscharts stand, sank seine Popularität leicht. Zuletzt belegte der Name Rang 5 der Hitliste (Stand 2019). In Australien trat Benjamin in den späten 1960er Jahren in die Liste der 100 beliebtesten Jungennamen ein. Nach einem steilen Aufstieg etablierte er sich in den Top-10 der Vornamenscharts, die er von 1976 bis 1995 nicht verließ. Seitdem sinkt seine Popularität, jedoch gehört der Name mit Rang 31 der Vornamenscharts immer noch zu den beliebtesten Jungennamen des Landes (Stand 2021). Ein ähnliches Bild zeigt sich auch in Neuseeland, wo Benjamin im Jahr 2021 auf Rang 43 der Hitliste stand.

### Deutscher Sprachraum
Benjamin hat sich in Österreich im vorderen Drittel der Top-100 der Vornamenscharts etabliert. Dort bewegt er sich seit 20 Jahren mit leichten Schwankungen zwischen Rang 22 und Rang 38. Im Jahr 2023 belegte der Name Rang 34 der Hitliste. In den letzten 10 Jahren wurde der Name etwa 3.500 Mal gewählt.
Der Name wird in der Schweiz seit 1930 jährlich bei der Namenswahl berücksichtigt. Seine Popularität stieg in den 1970er Jahren stark an, seit dem Jahr 1976 befindet er sich stets in den Top-100. Im Jahr 2010 erreichte der Name mit Rang 17 sogar eine Platzierung in der Top-20 der Vornamenscharts. Im Jahr 2023 erreichte der Name nur noch Rang 66 der Hitliste. Von 1930 bis 2023 wurde der Name rund 14.000 Mal vergeben. Die Vergabe ist auch in Liechtenstein nachgewiesen.
In Deutschland gelang dem Namen Benjamin Anfang der 1970er Jahre ein steiler Aufstieg in den Vornamenscharts. In den 1980er Jahren gehörte er zu den meistvergebenen Vornamen des Landes. Als höchste Platzierung erreichte er im Jahr 1983 Rang 8 der Hitliste. In den 1990er Jahren sank seine Popularität wieder, jedoch ist der Name nach wie vor beliebt. Im Jahr 2021 belegte er Rang 61 der Vornamenscharts.

### Weitere Länder
Zählte Benjamin Mitte der 1990er Jahre noch zu den 20 meistvergebenen Jungennamen in Belgien, sank seine Popularität in den 2000er Jahren stark. Im Jahr 2017 erreichte der Name das letzte Mal eine Platzierung unter den 100 beliebtesten Jungennamen (Rang 100). In Frankreich wurde der Name in der ersten Hälfte des 20. Jahrhunderts eher selten vergeben. Von den 1980er bis in die 2000er Jahre zählte der Name schließlich zu den beliebtesten Jungennamen. Mittlerweile wird er seltener vergeben. Im Jahr 2021 belegte er Rang 145 der Vornamenscharts.
In den Niederlanden kommt Benjamin seit 1930 regelmäßig in der Namensgebung vor. In den 1980er Jahren lag der Name zeitweise in den Top-100. Seit der Jahrtausendwende ist seine Beliebtheit gestiegen, in den letzten 10 Jahren liegt er dauerhaft in den Top-30 und hat sich unter den beliebtesten Jungennamen etabliert. Im Jahr 2024 belegte der Name Rang 25 der Hitliste. Von 1930 bis 2023 wurde der Name circa 13.800 Mal vergeben.
Der Name befindet sich in Polen seit dem Jahr 2000 jährlich in den Top-200. In Ungarn liegt die Schreibweise Benjámin seit der Jahrtausendwende stets in den Top-70. Der Name wird seit den 1980er Jahren in Tschechien immer populärer. Von Plätzen um die 200 befindet sich der Name seit 2010 in den Top-100. In Slowenien kommt der Name jedes Jahr in den Top-70 der Hitlisten vor.
In Chile hat sich der Name unter den Spitzenreitern der Vornamenscharts etabliert. Im Jahr 2021 belegte er Rang 4 der Hitliste.
Benjamin gehört in Norwegen seit 1988 zu den 100 meistvergebenen Jungennamen. Er stieg rasch in den Vornamenscharts auf und etablierte sich schließlich im vorderen Drittel der Hitliste. Die bislang höchste Platzierung erreichte er im Jahr 2016 mit Rang 13. Zuletzt stand er auf Rang 29 der Vornamenscharts (Stand 2021). Der Name befand sich in Finnland von 2014 bis 2022 dauerhaft in den Top-50. In diesem Zeitraum wurde er rund 1.300 Mal gewählt. In Dänemark liegt der Name seit den 1990er Jahren in den Top-100 der Hitlisten. Seit dem Jahr 2015 geht seine Popularität aber zurück. Der Name war in Island zwischen 2012 und 2014 in den Top-50, die beste Platzierung erzielte er im Jahr 2013 mit Rang 26.
Auch in Argentinien (Rang 15, Stand 2021), Schweden (Rang 26, Stand 2021) und Bosnien und Herzegowina (Rang 30, Stand 2021) ist der Name Benjamin sehr beliebt.

## Varianten
- Arabisch: بنيامين Binyāmīn
- Griechisch: Βενιαμίν Veniamín
  - Altgriechisch: Βενιαμίν Beniamín
- Hebräisch: בִּנְיָמִין binjāmîn
- Isländisch: Benjamín
- Italienisch: Beniamino
  - Latein: Beniamin
- Kirchenslawisch: Венїамінъ Weniaminu
- Litauisch: Benjaminas
- Mazedonisch: Венијамин Wenijamin
- Polnisch: Beniamin
- Portugiesisch: Benjamim, Bejamim, Beijamim
- Rumänisch: Beniamin
- Russisch: Вениамин Weniamin
- Slowakisch: Benjamín
- Spanisch: Benjamín
- Türkisch: Bünyamin
- Tschechisch: Benjamín
- Ungarisch: Benjámin

### Diminutiv
- Deutsch: Ben, Jamin
- Englisch: Ben, Benj, Benji, Benjy, Bennie, Benny
- Hawaiianisch: Peni
- Hebräisch: יָמִין jāmîn, בני benni, בניי benji, בִּיְבִּי bîbî
- Litauisch: Benas
- Niederländisch: Ben
- Portugiesisch: Ben, Benjie, Beni
- Spanisch: Benja

### Weibliche Varianten
- Deutsch: Benjamina
- Französisch: Benjamine
- Italienisch: Beniamina
- Portugiesisch: Benjamine
- Slowenisch: Benjamina
- Ungarisch: Benjamina

## Namenstage
- 31. März: nach Benjamin von Persien
- 19. Dezember: nach dem Stammvater Benjamin

## Namensträger

### Vorname

#### Benjamin
- Benjamin von Persien (400–424), christlicher Märtyrer
- Benjamin I., Patriarch von Alexandrien (≈590–665)
- Benjamin von Tudela († ≈1173), Benjamin ben Jona (Spanien), Reisender
- Benjamin de Rohan (1583–1642), französischer Adeliger und Hugenottenführer
- Benjamin, Buchdrucker, siehe Obadja, Manasse und Benjamin von Rom

- Benjamin Alard (* 1985), französischer Cembalist und Organist
- Benjamin Baier (* 1986), deutscher Poolbillardspieler
- Benjamin Baier (* 1988), deutscher Fußballspieler
- Benjamin Balleret (* 1983), monegassischer Tennisspieler
- Benjamin Bara (* 1989), deutscher Schauspieler
- Benjamin Berton (* 1974), französischer Schriftsteller und Politikwissenschaftler
- Benjamin Besnard (* 1992), Schweizer Fußballspieler
- Benjamin Britten (1913–1976), britischer Komponist
- Benjamin A. Burtt (* 1984), US-amerikanischer Tontechniker
- Benjamin Gerritsz. Cuyp (1612–1652), niederländischer Maler
- Benjamin Disraeli (1804–1881), britischer Staatsmann
- Benjamin Eberle (* 1963), liechtensteinischer Skilangläufer
- Benjamin Edmüller (* 1987), deutscher Radrennfahrer
- Benjamin A. Enloe (1848–1922), US-amerikanischer Politiker
- Benjamin Ferencz (1920–2023), US-amerikanischer Jurist
- Benjamin Flores, Jr. (* 2002), amerikanischer Schauspieler und Rapper
- Benjamin Franklin (1706–1790), nordamerikanischer Verleger, Beamter, Politiker, Schriftsteller, Naturwissenschaftler, Erfinder, Naturphilosoph und Freimaurer
- Benjamin Freudenthaler (* 1989), österreichischer Fußballspieler
- Benjamin Friedman (1905–1982), US-amerikanischer American-Football-Spieler und -Trainer
- Benjamin A. Gilman (1922–2016), US-amerikanischer Politiker
- Benjamin Glazer (1887–1956), US-amerikanischer Drehbuchautor, Regisseur und Filmproduzent
- Benjamin Griffey (* 1982), deutscher Rapper, siehe Casper (Rapper)
- Benjamin Grüter (* 1974), Schweizer Schauspieler
- Benjamin Hadrigan (* 2001), österreichischer Buchautor und Jungunternehmer
- Benjamin F. Harding (1823–1899), US-amerikanischer Politiker
- Benjamin F. Hopkins (1829–1870), US-amerikanischer Politiker
- Benjamin Hübner (* 1989), deutscher Fußballspieler
- Benjamin F. James (1885–1961), US-amerikanischer Politiker
- Benjamin Kuch (* 1988), deutscher Schauspieler und Sänger
- Benjamin Lamb (* 1985), US-amerikanischer Pokerspieler, siehe Ben Lamb (Pokerspieler)
- Benjamin Lang (* 1976), deutscher Komponist, Musikwissenschaftler und Hochschullehrer
- Benjamin P. Lange (* 1978), deutscher Medienpsychologe
- Benjamin Lauth (* 1981), deutscher Fußballspieler
- Benjamin Lay (1682–1759), englischer Philanthrop, Schriftsteller und Quäker
- Benjamin Lebert (* 1982), deutscher Jugendautor
- Benjamin Maerz (* 1988), deutscher Koch
- Benjamin Mühlemann (* 1979), Schweizer Politiker
- Benjamin Mendy (* 1994), französischer Fußballspieler
- Benjamin Netanjahu (* 1949), israelischer Politiker
- Benjamin Neukirch (1665–1729), deutscher Dichter und Herausgeber
- Benjamin Pollak (* 1983), französischer Pokerspieler
- Benjamin Pranter (* 1989), österreichischer Fußballspieler
- Benjamin Pratnemer (* 1979), slowenischer Dartspieler
- Benjamin Raich (* 1978), österreichischer Skirennläufer
- Benjamin Reichwald (* 1994), schwedischer Rapper, siehe Bladee
- Benjamin Ritchie (* 2000), US-amerikanischer Skirennläufer
- Benjamin Rolle (* 1989), deutscher Pokerspieler
- Benjamin D. Santer (* 1955), US-amerikanischer Klimatologe
- Benjamin Sauzereau (* 1984), französischer Jazzmusiker
- Benjamin Schaefer (* 1981), deutscher Jazzpianist
- Benjamin Schmolck (1672–1737), deutscher Kirchenliederdichter
- Benjamin Shwartz (* im 20. Jh.), israelisch-US-amerikanischer Dirigent
- Benjamin Spindler (* 1985), deutscher Pokerspieler
- Benjamin Strasser (* 1987), deutscher Politiker (FDP)
- Benjamin von Stuckrad-Barre (* 1975), deutscher Jugendautor und Journalist
- Benjamin Szőllős (* 1996), ungarisch-israelischer Skirennläufer
- Benjamin Trautvetter (* 1985), deutscher Handballspieler
- Benjamin Yusupov (* 1962), israelischer Dirigent und Komponist
- Benjamin Zamani (* 1986), US-amerikanischer Pokerspieler

#### Benjamín
- Benjamín de Arriba y Castro (1886–1973), Erzbischof von Tarragona
- Benjamín Carrión (1898–1979), ecuadorianischer Schriftsteller, Politiker, Diplomat und Universitätsdozent
- Benjamín Castillo Plascencia (* 1945), Bischof von Celaya
- Benjamín Enzema (* 1989), äquatorialguineischer Leichtathlet
- Benjamín Fal, ehemaliger mexikanischer Fußballspieler und Fußballtrainer
- Benjamín Galindo (* 1960), mexikanischer Fußballspieler und jetziger Fußballtrainer
- Benjamín González (1958–2011), spanischer Leichtathlet
- Benjamín Inostroza (* 1997), chilenischer Fußballspieler
- Benjamín Irazábal, uruguayischer Politiker
- Benjamín Jiménez Hernández (1938–2020), mexikanischer Geistlicher, römisch-katholischer Bischof von Culiacán
- Benjamín Lacayo Sacasa (1893–1959), nicaraguanischer Präsident
- Benjamín Maldonado (1928–?), bolivianischer Fußballspieler
- Benjamín Martínez (* 1987), spanischer Fußballspieler
- Benjamín Mendoza y Amor Flores (1933–2014), bolivianischer Maler und Attentäter
- Benjamín Noval (* 1979), spanischer Radrennfahrer
- Benjamín Núñez Vargas (1915–1994), costa-ricanischer Priester, Politiker und Diplomat
- Benjamín Paredes (* 1962), mexikanischer Leichtathlet
- Benjamín Rausseo (* 1961), venezolanischer Entertainer und Unternehmer
- Benjamín Rojas (* 1985), argentinischer Schauspieler und Sänger
- Benjamin Saúl (1924–1980), spanisch-salvadorianischer Künstler und Bildhauer
- Benjamín Zeledón (1879–1912), nicaraguanischer Jurist, Politiker und Militär

### Künstlername
- Benjamin (* 1974), chinesischer Comiczeichner

### Kunstfigur
- Benjamin Blümchen, Zeichentrick- und Hörspielfigur